# Manca Slabanja
Manca Slabanja (* 8. August 1995) ist eine ehemalige slowenische Skilangläuferin.

## Werdegang
Slabanja nahm von 2011 bis 2015 an U18 und U20-Rennen im Alpencup teil. Beim Europäischen Olympischen Winter-Jugendfestival 2013 in Predeal belegte sie den 35. Platz im Sprint, den 32. Rang über 7,5 km Freistil und den 28. Platz über 5 km klassisch. Ihre besten Platzierungen bei den Junioren-Skiweltmeisterschaften 2014 im Fleimstal waren der 28. Platz im Skiathlon und der siebte Rang mit der Staffel. Im Februar 2014 startete sie erstmals im Alpencup und errang dabei den 26. Platz über 10 km klassisch und den dritten Platz mit der Staffel. Bei den Junioren-Skiweltmeisterschaften 2015 in Almaty kam sie auf den 29. Platz im Skiathlon, auf den 27. Rang über 5 km Freistil und auf den fünften Platz mit der Staffel. Ihr erstes Weltcuprennen absolvierte sie im Januar 2016 in Planica, welches sie auf dem 51. Platz im Sprint beendete. Bei den Junioren-Skiweltmeisterschaften 2016 in Râșnov belegte sie den 34. Platz über 10 km Freistil und den 30. Rang über 10 km klassisch. In der Saison 2017/18 erreichte sie in Davos mit dem 36. Platz über 10 km Freistil ihre beste Platzierung im Weltcupeinzel und lief bei den Olympischen Winterspielen in Pyeongchang auf den 59. Platz im Skiathlon sowie auf den 54. Rang über 10 km Freistil. Letztmals im Weltcup startete sie im November 2018 in Lillehammer, wobei sie den 75. Platz im Sprint errang.